# Раде Шербеджія
Раді Шербеджія (хорв. Rade Šerbedžija; нар.. 27 липня 1946) — югославський і хорватський актор сербського походження, який знімався у багатьох фільмах, як у себе на батьківщині, так і на Заході.
З 1990-х років почав активно працювати в Голлівуді, переважно граючи ролі східноєвропейців (Милич в «Із широко заплющеними очима» Стенлі Кубрика, російський мафіозі Борис «Бритва» Юрінов у «Великому куші», біохімік Володимир Нехорович у «Місія нездійсненна 2», олігарх Іван Третяк у «Святому», генерал-лейтенант Востов у «Космічних ковбоях», болгарський чарівник Григорович у «Гаррі Поттері і смертельних реліквіях», словак Тібор в «Євротурі», радянський генерал Дмитро Греденко в телесеріалі «24 години», біолог Олександр Сірко в телесеріалі «Поверхня», російський генерал в «Люди Ікс: Перший клас»).

## Біографія
Раде Шербеджія народився 1946 року в селі Бунич у хорватській області Лика в сербській (або сербсько-македонській) сім'ї. Його батьки воювали у Другій світовій війні як партизани. Шербеджія був вихований атеїстом.
У 1969 році закінчив Академію драматичного мистецтва при Загребському університеті. Розпочав свій творчий шлях актора театру, працюючи в Хорватському національному театрі і міському драматичному театрі Гавелла в Загребі. Популярність в Югославії здобув завдяки ролі Гамлета в постановці 1974 року. Продовжуючи грати в театрі («Цар Едіп», «Пер Ґінт», «Дон Жуан», «Річард III»), він став з'являтися в кіно (рання роль офіцера четників в «Ужицькій республіці») і на телебаченні (телепостановка про Ніколу Теслу). У країнах західної Європи став відомим після ролі офіцера, що вислуховує свідчення жінки, яка врятувала сотні дітей від Голокосту, у фільмі «Війна Ханни».
Працював професором академії мистецтв у місті Новий Сад (Сербія). У 1990-х роках працював у Лондоні в театральній компанії Коліна Редгрейва «Colin Redgrave's Moving Theatre Company».
В результаті війн, що супроводжували розпад Югославії, родина актора була змушена перебратися з Хорватії до Белграда, а сам він намагався зніматися в різних колишніх югославських республіках, включаючи Македонію («Перед дощем» 1994 року), прожив деякий час у Словенії, а потім з'явився в Сполучених Штатах. У 2000 році спільно з Бориславом Вуйчичем Шербеджія заснував театр «Улісс» на островах Бріуні, де виступив режисером і актором у низці п'єс. Він підтримує Соціалістичну робітничу партію Хорватії.

## Родина
Дочка Люція Шербеджія (нар. 8.06.1973), теж актриса, син Данило Шербеджія (нар. 1971), актор.

## Фільмографія
- 1974 — Ужицька республіка — офіцер четників Коста Парац
- 1982 — Натуральна віспа — доктор Груїч
- 1985 — Життя прекрасне — Хармонікас
- 1988 — Війна Ханни — капітан Іван
- 1992 — Дезертир — Павіє Трусич
- 1992 — Графиня Дора — Карло Армано
- 1994 — Перед дощем — Олександр
- 1995 — Дві смерті — полковник Джордж Лападус
- 1996 — Чужа весілля — Іван
- 1997 — Перемир'я — Грек
- 1997 — Святий — Іван Третяк
- 1998 — Могутній Джо Янг — Андрій Штрассер
- 1998 — У відкритому морі — Франсуа Риффо
- 1998 — По той бік минулого — Юрій Колмар
- 1998 — Польська весілля — Роман
- 1999 — Солодкий шум життя — Бруно Мейєр
- 1999 — Із широко заплющеними очима — Милич
- 1999 — Стигмати — Маріон Петрочелли
- 2000 — Великий куш — Борис Юринов «Бритва»
- 2000 — Місія нездійсненна 2 — Володимир Нехорвич
- 2000 — Космічні ковбої — генерал Востов
- 2002 — Тихий американець — інспектор Віго
- 2004 — Велика вода — Old Lem (озвучення)
- 2004 — Лихоманка — дипломат
- 2004 — Євротур — Тібор
- 2005 — Делікатес — Пауло
- 2005 — Зберігач: Легенда про Омара Хайяме — Імам Муаффак
- 2005 — Бетмен: Початок — Бомж, якому Уейн віддає своє пальто
- 2005 — Туман — капітан Вільям Блейк
- 2005 — Поверхня — лікар Олександр Сірко
- 2006 — Старший син («Оптиміст») — Максим, російський емігрант
- 2007 — 24 години — Дмитро Греденко
- 2007 — Битва в Сіетлі — лікар Марич
- 2007 — Стрілець — Майкл Сендор
- 2007 — Осколки — Атос
- 2008 — Карантин — Юрій Іванов
- 2009 — Кодекс злодія — Нікі Петрович / Віктор
- 2009 — Між двох вогнів — Микита Соколов
- 2010 — Гаррі Поттер і Смертельні реліквії: частина 1 — Грегорович
- 2011 — 5 днів серпня — російський полковник Демидов
- 2011 — Люди Ікс: Перший Клас — російський генерал
- 2011 — У краю крові і меду — сербський командир
- 2012 — Червона вдова — Андрій Петров
- 2012 — Заручниця 2 — Мурад
- 2012 — Четверта влада — медіамагнат Олексій Онєгін
- 2012 — Третій тайм — Рафаел Коен
- 2013 — Двійник — страшний старий
- 2014 — Геракл: Початок легенди — Хірон
- 2014 — Абатство Даунтон — князь Курагин
- 2017 — Мата Харі — Еміль Гиме